# 알레한드로 다미안 곤살레스
알레한드로 다미안 곤살레스 에르난데스(스페인어: Alejandro Damián González Hernández, 1988년 3월 23일 ~ )는 알레한드로 곤살레스(Alejandro González)라고도 알려진 우니베르시다드 산마르틴에서 뛰는 우루과이의 축구 선수다.

## 클럽 경력
곤살레스는 그의 프로 생활을 2005년 페냐롤에서 시작했다. 2008년 그는 페냐롤에서 뛰던 때, 우루과이 토르네오 클라우수라의 우승 멤버중 하나였다.
그는 멕시코 축구 팀 티그레스 B로 임대를 가게 됐고, 그 해에 타쿠아렘보에서 뛰었다.
그는 2009년 프리메라 디비시온 페루아나 스포르팅 크리스탈로 이적하였다.

## 국가 대표팀 경력
곤살레스는 CONMEBOL U-17 축구 선수권 대회와 2005년 FIFA U-17 세계 축구 선수권 대회에서 우루과이 대표팀 소속으로 출전하였다.
2007년에 2007년 CONMEBOL 청소년 축구 선수권 대회에 출전하였다.